# Grammy Lifetime Achievement Award
Grammy Lifetime Achievement Award – amerykańska nagroda przyznawana „wykonawcom, którzy w trakcie swojego życia mieli wybitny wkład na polu nagrywania muzyki”.

## Lista nagrodzony artystów
- 1963: Bing Crosby
- 1965: Frank Sinatra
- 1966: Duke Ellington
- 1967: Ella Fitzgerald
- 1968: Irving Berlin
- 1971: Elvis Presley
- 1972: Louis Armstrong, Mahalia Jackson
- 1981: Fred Astaire
- 1984: Chuck Berry, Charlie Parker
- 1985: Leonard Bernstein
- 1986: Benny Goodman, The Rolling Stones, Andrés Segovia
- 1987: Roy Acuff, Benny Carter, Enrico Caruso, Ray Charles, Fats Domino, Woody Herman, Billie Holiday, B.B. King, Isaac Stern, Igor Strawinski, Arturo Toscanini, Hank Williams Sr.
- 1989: Fred Astaire, Pablo Casals, Dizzy Gillespie, Jascha Heifetz, Lena Horne, Leontyne Price, Bessie Smith, Art Tatum, Sarah Vaughan
- 1990: Nat King Cole, Miles Davis, Vladimir Horowitz, Paul McCartney
- 1991: John Lennon, Marian Anderson, Bob Dylan, Kitty Wells(inne języki)
- 1992: Jimi Hendrix, James Brown, John Coltrane, Muddy Waters
- 1993: Chet Atkins, Little Richard, Thelonious Monk, Bill Monroe, Pete Seeger, Fats Waller
- 1994: Bill Evans, Aretha Franklin, Artur Rubinstein
- 1995: Patsy Cline, Peggy Lee, Henry Mancini, Curtis Mayfield, Barbra Streisand
- 1996: Dave Brubeck, Marvin Gaye, Georg Solti, Stevie Wonder
- 1997: Bobby Blue Bland, The Everly Brothers, Judy Garland, Stéphane Grappelli, Buddy Holly, Charles Mingus, Oscar Peterson, Frank Zappa
- 1998: Bo Diddley, The Mills Brothers, Roy Orbison, Paul Robeson
- 1999: Johnny Cash, Sam Cooke, Otis Redding, Smokey Robinson, Mel Tormé
- 2000: Harry Belafonte, Woody Guthrie, John Lee Hooker, Mitch Miller, Willie Nelson
- 2001: The Beach Boys, Tony Bennett, Sammy Davis, Bob Marley, The Who
- 2002: Count Basie, Rosemary Clooney, Perry Como, Al Green, Joni Mitchell
- 2003: Etta James, Johnny Mathis, Glenn Miller, Tito Puente, Simon & Garfunkel
- 2004: Van Cliburn, The Funk Brothers(inne języki), Ella Jenkins(inne języki), Sonny Rollins, Artie Shaw, Doc Watson
- 2005: Eddy Arnold, Art Blakey, The Carter Family, Morton Gould, Janis Joplin, Led Zeppelin, Jerry Lee Lewis, Jelly Roll Morton, Joe Willie „Pinetop” Perkins, The Staple Singers
- 2006: David Bowie, Cream, Merle Haggard(inne języki), Robert Johnson, Jessye Norman, Richard Pryor, The Weavers
- 2007: Joan Baez, Booker T. and the M.G.’s, Maria Callas, Ornette Coleman, The Doors, The Grateful Dead, Bob Wills(inne języki)
- 2008: Burt Bacharach, The Band, Cab Calloway, Doris Day, Itzhak Perlman, Max Roach, Earl Scruggs
- 2009: Gene Autry, The Blind Boys of Alabama(inne języki), The Four Tops, Hank Jones, Brenda Lee, Dean Martin, Tom Paxton(inne języki)
- 2010: Leonard Cohen, Bobby Darin, David „Honeyboy” Edwards(inne języki), Michael Jackson, Loretta Lynn, André Previn, Clark Terry
- 2011: Julie Andrews, Roy Haynes, Dolly Parton, The Ramones, George Beverly Shea, Juilliard String Quartet(inne języki), The Kingston Trio
- 2012: George Jones, Diana Ross, Antônio Carlos Jobim
- 2013: Ravi Shankar, Charlie Haden, Lightnin’ Hopkins, Carole King
- 2014: The Beatles, Armando Manzanero(inne języki), Kris Kristofferson, The Isley Brothers, Clifton Chenier(inne języki)
- 2015: Bee Gees, Buddy Guy, George Harrison, Pierre Boulez
- 2016: Ruth Brown, Celia Cruz, Earth, Wind & Fire, Herbie Hancock, Jefferson Airplane, Linda Ronstadt, Run-DMC
- 2017: Shirley Caesar(inne języki), Ahmad Jamal, Charley Pride, Jimmie Rodgers, Nina Simone, Sly Stone, The Velvet Underground
- 2018: Hal Blaine, Neil Diamond, Emmylou Harris, Louis Jordan, The Meters(inne języki), Queen, Tina Turner
- 2019: Black Sabbath, George Clinton i Parliament, Billy Eckstine, Donny Hathaway(inne języki), Julio Iglesias, Sam and Dave, Dionne Warwick
- 2020: Chicago, Roberta Flack, Isaac Hayes, Iggy Pop, John Prine, Public Enemy, Sister Rosetta Tharpe
- 2021: Grandmaster Flash and the Furious Five, Lionel Hampton, Marilyn Horne, Salt-n-Pepa, Selena, Talking Heads
- 2022: Bonnie Raitt
- 2023: Bobby McFerrin, Nirvana, Ma Rainey, Slick Rick, Nile Rodgers, The Supremes, Ann Wilson i Nancy Wilson z Heart
- 2024: Laurie Anderson, The Clark Sisters(inne języki), Gladys Knight, N.W.A, Donna Summer, Tammy Wynette